# شهر دانشگاهی

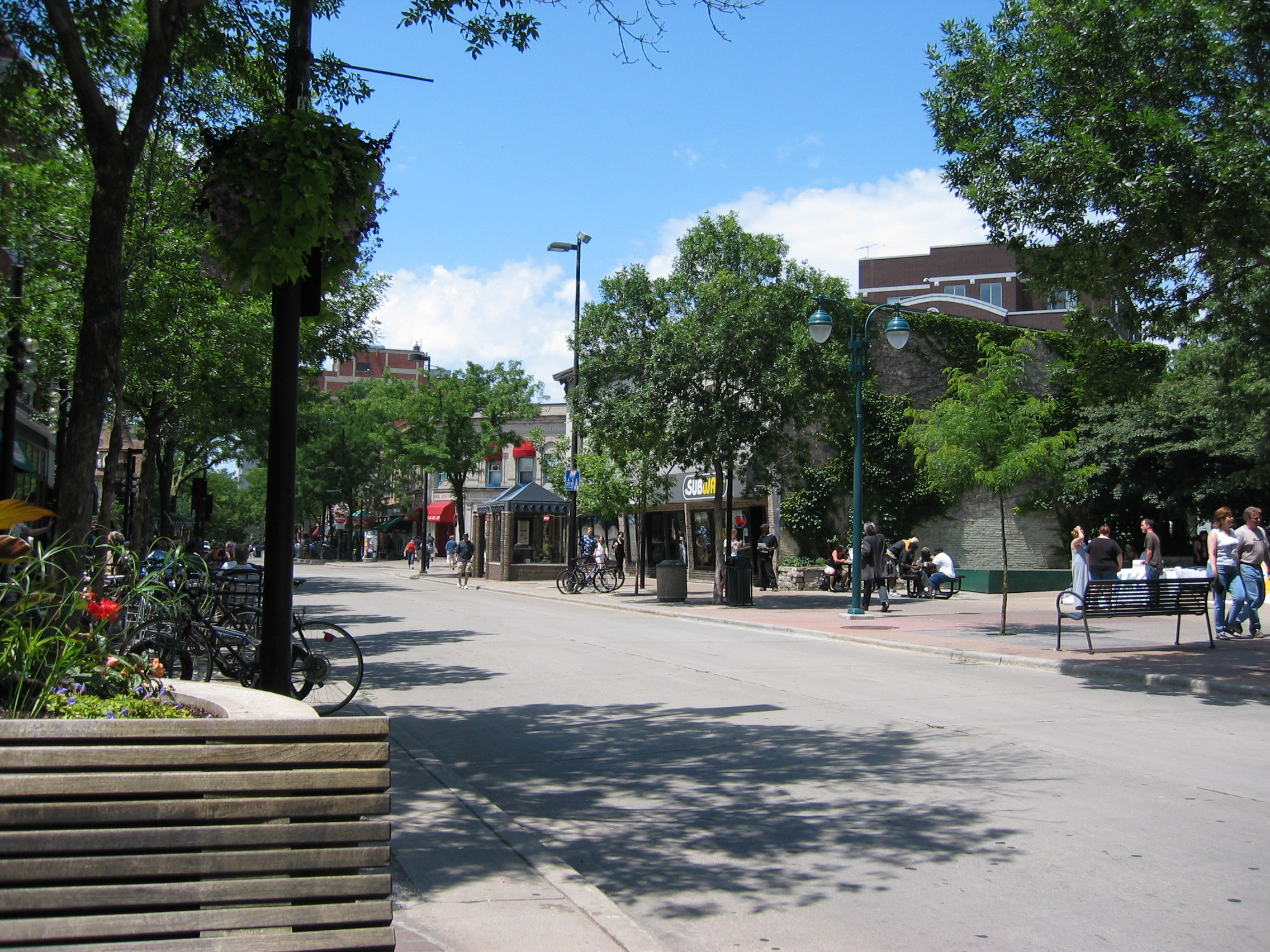
شهر مدیسون، ویسکانسین یک نمونه خوب از یک شهر دانشگاهی است. در واقع مدیسون برای دانشگاهش است که شهرت دارد.

شهر دانشگاهی به شهر یا محله‌ای از یک شهر گویند که در آن یک یا چند دانشگاه بر هویت، اقتصاد، و اکثریت جمعیت آن شهر مستقیماً مسلط باشد.
مانند شهر دانشگاهی گناباد که دارای ۱۲ مرکز آموزش عالی و مراکز رشد فناوری می‌باشد